# SPARS

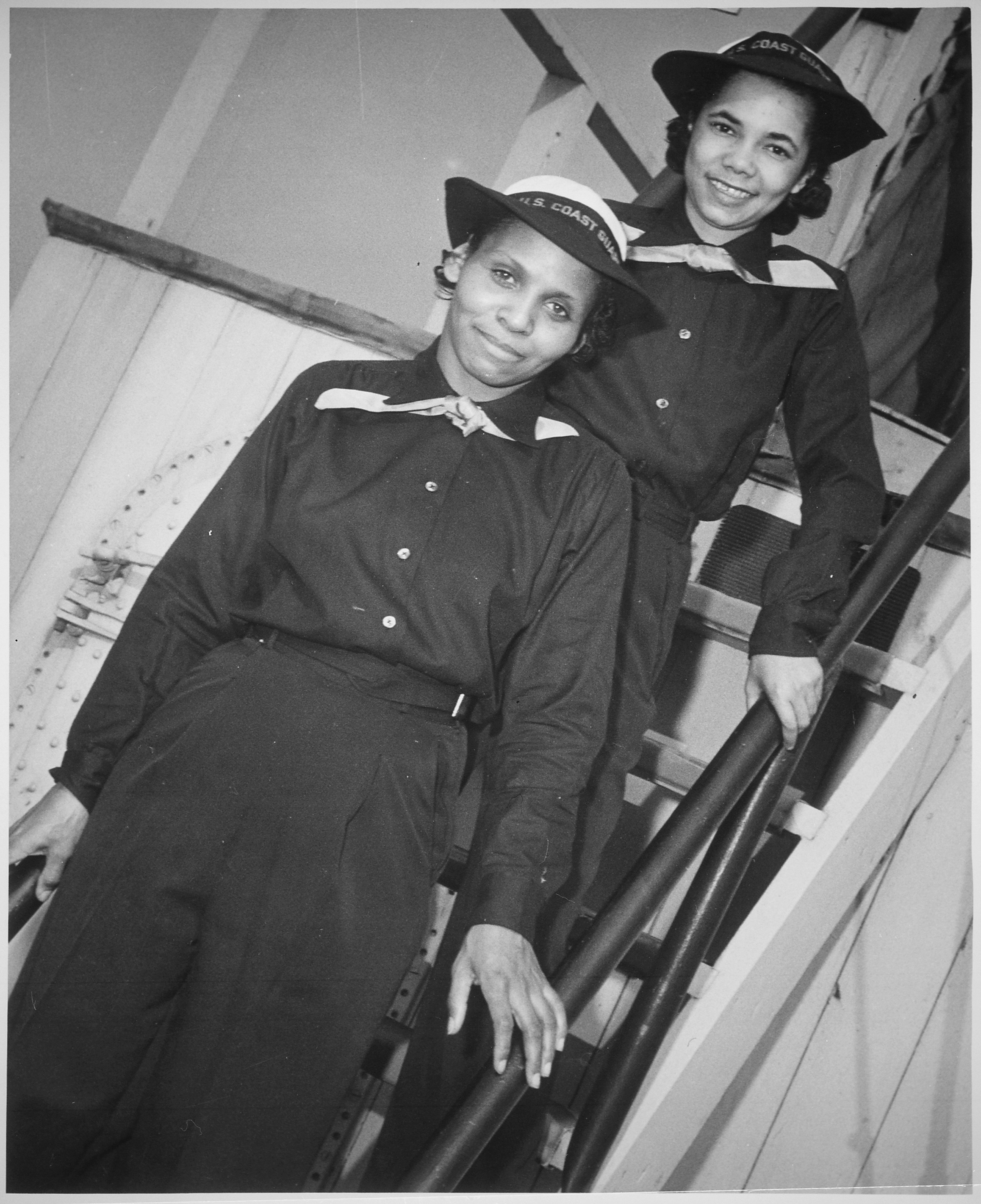
Zwei SPARS, 1942/45

SPARS war der Spitzname der weiblichen Angehörigen der US-Küstenwache.
Die weibliche Reserveorganisation (United States Coast Guard Women´s Reserve) wurde auf Grund des Eintritts der Vereinigten Staaten in den Zweiten Weltkrieg am 23. November 1942 mit dem Gesetz „Public Law 773“ von Präsident Franklin Delano Roosevelt gegründet. Erste Leiterin war Kapitänleutnant (später Kapitän zur See) Dorothy Stratton.
SPARS ist abgeleitet vom Akronym für das Motto der Küstenwache semper paratus – always ready (dt.: immer bereit).
Die Küstenwache benannte zwei ihrer Kutter nach den SPARS, nämlich die USCGC Spar (WLB-403) und die USCGC Spar (WLB-206).